# Saint-Pierre-d'Alvey
Saint-Pierre-d'Alvey là một xã thuộc tỉnh Savoie trong vùng Auvergne-Rhône-Alpes ở đông nam nước Pháp.